# Sorcerer (Rollenspiel)
Sorcerer ist ein unabhängig veröffentlichtes US-amerikanisches Fantasy-Pen-&-Paper-Rollenspiel von Ron Edwards.

## Beschreibung
Es ist ein eng fokussiertes Spiel und steht unter der Fragestellung „Wie weit wirst du gehen, um deine Ziele zu erreichen?“. Diese grundlegende Prämisse konzentriert sich auf Zauberer, welche Dämonen beschwören, binden und mit ihnen interagieren. Diese Dämonen sind machtvolle nichtmenschliche Entitäten die mit und gegen Zauberer arbeiten.
Das Spiel richtet sich auf ein einzelnes Thema, welches von der Gruppe als Menschlichkeit definiert wird. Die Spieler entscheiden bewusst für ihre Charaktere Handlungen durchzuführen, die der Menschlichkeit entweder nützen oder schaden, wobei sie diese häufig dadurch riskieren, dass sie dämonische Kräfte erhalten oder benutzen. So treffen die Spieler deutliche Aussagen über das als Menschlichkeit definierte Thema. Die Dämonen werden ebenfalls von der Gruppe definiert. Diese können von klassischen Dämonen über mächtige künstliche Intelligenzen bis hin zu bewussten, machtvollen Artefakten reichen.
Sorcerer wurde zunächst als freies Textdokument online veröffentlicht. Es baute allmählich eine Anhängerschaft auf und wird gegenwärtig als Hardcovergrundregelwerk mit drei Softcovererweiterungen verkauft. Es hat zahlreiche positive Rezensionen in verschiedenen Webforen wie RPG.net und in Magazinen wie Realms of Fantasy erhalten. Es spielte eine wichtige Rolle für den Gewinn des prestigereichen „Diana Jones Award“ durch Ron Edwards im Jahre 2002.

## Publikationen
Zum Spielen wird das Grundregelwerk „Sorcerer“ benötigt. Daneben gibt es die Erweiterungen: „Sorcerer and Sword“, welches Pulp-Fantasy in Sorcerer einführt. „The Sorcerer’s Soul“, das sich auf Menschlichkeit und Dämonen konzentriert und Engel einbringt. „Sex and Sorcerer“, das neue Blicke auf Spielerinteraktion und Geschichtenerzeugung aufführt.

## Kritik
Sorcerer weicht von den üblichen Rollenspielstereotypen und Erwartungen deutlich ab. In den Begriffen der vom Autor praktischerweise mitgelieferten GNS-Theorie gesprochen ist es ein Spiel für Narrativisten. Diejenigen, die einen simulationistischen oder – in einem geringeren Umfang – einen gamistischen Ansatz bevorzugen, werden mit dem Stil und den Regelmechaniken wenig anfangen können, wobei Sorcerer nicht die Absicht hat, diese Spielstile zu bedienen.

### Rezensionen
- RPGnet - Lisa Padol
- RPGnet - Eric Brennan

### Verwandte Seiten
- Das Sorcerer-Forum von The Forge, wo auch Ron Edwards anzutreffen ist.